# Krummendiek
Krummendiek er en by og kommune i det nordlige Tyskland, beliggende i Amt Itzehoe-Land under Kreis Steinburg. Kreis Steinburg ligger i den sydvestlige del af delstaten Slesvig-Holsten.

## Geografi
Krummendiek ligger ca. 7 kilometer vest for Itzehoe ved Landesstraße 327 (tidligere Bundesstraße 431). Åen Bekau løber gennem kommunen.